# 靜思精舍
靜思精舍（英文：Jing Si Abode）位於臺灣花蓮縣新城鄉康樂村，是佛教慈濟功德會所在地
「靜思」是證嚴法師走出俗家、現出家相前，自取的名字；「精舍」則是修行人自修、清修的道場。

## 緣起
1964年，證嚴法師與其弟子借住普明寺，過著耕讀的生活。1966年，佛教克難慈濟功德會成立不久，普明寺附近剛好有人要賣地，法師俗家母親王沈月桂女士聽到消息，於是出錢買下了現今靜思精舍的土地。1968年，因功德會救濟的會務愈來愈多，於是用土地向銀行抵押貸款蓋靜思精舍，大殿採唐式建築風格。1969年，靜思精舍落成使用。
最早只有大殿及旁邊加蓋的廚房，大殿內供奉本師釋迦牟尼佛、觀世音菩薩、地藏王菩薩。靜思精舍屋頂本為日本黑瓦所舖，因花蓮多颱風、地震，早先的屋瓦多已破損；證嚴法師決定用水泥砌以防止天災帶來的損害，並親自與工人一同施工、調整屋脊的斜度。

## 今日之精舍
靜思精舍主要是作為女眾或常住眾修行之所，從1968年年至今，因人數及功能的增加，前前後後共增建了十幾期的工程。慈濟人靜思精舍為「心靈的故鄉」。

## 爭議

### 違建就地合法
花蓮的慈濟靜思精舍裡頭有座佔地958坪、佔用農牧用地的大違建，曾在2007年時被檢舉，花蓮縣政府以違反《建築法》以及《區域計畫法》為由開罰55萬元，但在開罰的同一天，取得補發建照。另外，環評是在違法興建了70%的工程進度後才補做。外界質疑，慈濟在過程中是否運用了關係，讓大違建就地合法。